# Miriam Defensor Santiago
Miriam Defensor y Palma de Santiago, popularmente conocida como Miriam Defensor Santiago (Iloílo, Filipinas, 15 de junio de 1945-Taguig, 29 de septiembre de 2016) fue una abogada, jueza y política filipina. Notable por haber servido en las tres ramas del Gobierno filipino: judicial, ejecutivo y legislativo. En 1977, la revista The Australian la nombró una de las cien mujeres más poderosas a nivel mundial.

## Carrera
En 2012 fue elegida juez de la Corte Penal Internacional. Devino en primera jurista filipina y asiática de un país en desarrollo que haya obtenido este nombramiento. Sin embargo, por enfermedad, hubo de renunciar al puesto. Más tarde se anunció que se le había diagnosticado cáncer pulmonar.
Por servicio al gobierno, en 1988 fue laureada con el Premio Ramón Magsaysay. En las elecciones presidenciales de 1992 fue candidata, pero, por presunto fraude, perdió. Nunca reconoció su derrota. También escribió temas de derecho y de ciencias sociales. Durante tres períodos fue senadora.
En su país se le considera la principal autoridad de su generación en derecho constitucional y derecho internacional.

## Algunas publicaciones
Rex Publishing
- Constitutional Law, v. 1 --Political Structure. Rex Publishing. 2000.
- Constitutional Law, v. 2 --Bill of Rights. Rex Publishing. 2000.
- International Law, with Philippine Cases and Materials, and ASEAN Instruments. Central Professional Books. 1999.
- International Law (co-author). Central Professional Books. 1999.
- Constitution Annotated. Rex Publishing. 2002.
- Rules of Court Annotated. Rex Publishing. 2002.
- Penal Code Annotated. Rex Publishing. 2000.
- Civil Code Annotated. Rex Publishing. 2000.
- Local Government Code Annotated. Rex Publishing. 2000.
- Corporation Code Annotated. Rex Publishing. 2000.
- National Internal Revenue Code Annotated. Rex Publishing. 2000.

Central Law Book Publishers, 2002-2003
- Political Philosophy: Theory and Current Issues in Politics. Central Professional Books, Inc. Publishing. 2003.
- Philosophy of Religion: Western and Eastern Religions. Central Professional Books, Inc. 2003.

New Day Publishers
- Inventing Myself, An Autobiography. New Day Publishers. 1991.
- A Frabjous Day and Other Stories. New Day Publishers. 1993.

Woman Today Publications
- Cutting Edge: The Politics of Reform in the Philippines. Woman Today Publications. 1993.

Globelink Publications, Inc.
- Where Angels Fear to Tread: Politics and Religion. Globelink Publications, Inc. 1997.
- At the Turn of the Century: National Policy Issues in the Philippines. Globelink Publications, Inc. 1997.

Worldview Publications and Charles Morgan Printing
- Christianity vs. Corruption. Worldview Publications and Charles Morgan Printing. 2001.

Movers Publications
- How to Fight Graft. Movers Publications. 1991.
- How to Fight Election Fraud. Movers Publications. 1991.
- The Miriam Defensor Santiago Dictionary. Movers Publications. 1991.

ABS-CBN Publishing, Inc.
- Stupid is Forever. ABS-CBN Publishing, Inc. 2014.